# Krisp
Flavije Julije Krisp, također poznat kao Flavije Klaudije Krisp i Flavije Valerije Krisp bio je car Rimskog Carstva. Bio je prvorođeni sin Konstantina I. i Minervine.

## Životopis

### Rođenje
Godina i mjesto rođenja Krispa nisu poznati. Smatra se da se rodio između 299. i 305. negdje u Istočnom Rimskom Carstvu. Njegova majka Minervina bila je ili konkubina ili prva žena Konstantina I. Druge činjenice o njoj nisu poznate. Krispov otac služio je kao talac na dvoru istočnorimskog cara Dioklecijana u Nikomediji. Time se osiguravala lojalnost zapadnorimskog cara Konstancija I. Klora, Konstantinova oca i Krispovog djeda.
Godine 307. Konstantin se udružuje s talijanskim augustima, a taj je savez zapečaćen ženidbom Konstantina s Faustom, Maksimijanovom kćeri i Maksencijevom sestrom.

### Pogubljenje
Godine 326. Krispov je život iznenada završio. Po naredbi njegova oca izveden je pred sud u Puli, gdje je osuđen na smrt i pogubljen. Ubrzo zatim, Konstantin je naredio ubojstvo svoje žene Fauste koja se ugušila u pregrijanoj kupelji.  
Razlog ovom činu ostaje nejasan pa se među povjesničarima još uvijek raspravlja o Konstantinovom motivu.